# Sportunion Münzbach
Die Sportunion Greisinger Münzbach ist ein österreichischer Sportverein in der Marktgemeinde Münzbach.

## Sportliche Erfolge
Es wurden im Lauf der Jahre mehrere Sektionen gegründet: Fußball (1964), Schifahren (1971) Faustball (1975), Tennis (1985) und Schach (1987).
Der Sportverein wurde am 23. September 1964 gegründet und die Fußballmannschaft spielte in den 1983 bis 1987 in der 2. Landesliga. Die Damenmannschaft der Sektion Faustball erreichte 1994 die 1. Österreichische Bundesliga und die Herren schafften zunächst 1998 den Einzug in die 1. Bundesliga in der Halle und 2002 am Felde. 
Die besten Platzierungen erreichte die Faustball-Damenmannschaft 2001 mit dem Meistertitel am Felde in der Damen-Landesliga und die Faustball-Herrenmannschaft 1998 mit dem Meistertitel in der Halle und 2002 mit den Meistertiteln am Felde jeweils in der 2. Bundesliga. 2000 und 2004 erreichte die Herrenmannschaft den 4. Platz in der Halle in der 1. Bundesliga. 

## Erfolgreiche Sportlerinnen und Sportler
Sigrid Haslinger, Kerstin Schartmüller, Patrick Schartmüller und Manuel Lemp sind bzw. waren Sportler des Vereins, die in die nationalen Nachwuchsteams ihrer Sportart aufgenommen wurden. Patrick Schartmüller errang bei der Faustball-Europameisterschaft 2012 mit dem Faustball Team Austria die Silbermedaille und ist Mitglied im Österreichischen Herren A-Kader. Manuel Lemp errang mit der U18 bzw. U21 Junioren-Nationalmannschaften bisher zwei Medaillen in einer Faustball-Welt- bzw. Europameisterschaft.

## Vereinsgeschichte

### Obmänner der Sportunion Münzbach
- Emil Wings (1964 bis 1981)
- Josef Buchberger (1981 bis 1993)
- Erich Aigner (1993 bis 1999)
- Florian Prandstetter (1999 bis 2018)
- Ewald Greisinger (2018 bis dato)

### Sportstätten
Die Fußballmannschaft begann ihren Spielbetrieb auf einem Feld nördlich des Marktes (Auf der Schwemm) auf einem Sportplatz mit einfachen Umkleidekabinen, der 1969 eröffnet und in der Folge mit einer Flutlichtanlage ergänzt wurde. Im Anschluss an die 1980 durchgeführte Generalsanierung wurde ein Klubhaus errichtet. Nach dem Ausbau des sportlichen Angebotes mit einem starken Fokus auf die Ausbildung von Nachwuchssportlern und der Erreichung sportlicher Erfolge wurde zwischen 2002 und 2006 ein neues Sportareal mit Klubhaus geschaffen, das auch als Austragungsort für Faustball-Bundesligaspiele herangezogen wird.